# Conophorus aktashi
Conophorus aktashi är en tvåvingeart som beskrevs av Hasbenli, Koc och Zaitzev 1998. Conophorus aktashi ingår i släktet Conophorus och familjen svävflugor. Inga underarter finns listade i Catalogue of Life.